# تئو اوگبیدی
تئو اوگبیدی (انگلیسی: Theo Ogbidi؛ زادهٔ ۲ فوریهٔ ۲۰۰۱) بازیکن فوتبال است.
از باشگاه‌هایی که در آن بازی کرده‌است می‌توان به باشگاه فوتبال کمنیتس و باشگاه فوتبال ماگدبورگ ۱ اشاره کرد.